# Hedana subtilis
Hedana subtilis là một loài nhện trong họ Thomisidae.
Loài này thuộc chi Hedana. Hedana subtilis được Ludwig Carl Christian Koch miêu tả năm 1874.